# Sammir
Jorge Sammir Cruz Campos, mais conhecido como  Sammir, (Itabuna, 23 de abril de 1987) é um futebolista brasileiro com nacionalidade croata que atua como meia-atacante. Atualmente está sem clube.

## Seleção Croata
Foi convocado pela Croácia para a disputa da Copa do Mundo de 2014.

## Títulos
Dinamo Zagreb
- Prva HNL: 2006–07, 2007–08, 2008–09, 2009–10, 2010–11, 2011–12, 2012–13
- Copa da Croácia: 2006–07, 2007–08, 2008–09, 2010–11, 2011–12
- Supercopa da Croácia: 2010, 2013

Jiangsu Suning
- Copa da China: 2015

Sport
- Campeonato Pernambucano: 2019